# René Imbot
René Imbot, né le 17 mars 1925 à Roussillon (Vaucluse) et mort le 19 février 2007 à Apt (Vaucluse), est un général français. Il a notamment été chef d'état-major de l'Armée de terre, puis directeur général de la direction générale de la Sécurité extérieure (DGSE).

## Biographie

### Jeunesse et résistance
Il effectue sa scolarité à l'École militaire préparatoire d'Épinal puis à celle d'Autun et au Prytanée de La Flèche qu'il quitte en 1941.
Il entre alors en résistance dans le maquis de l'Allier.
En septembre 1944, il s'engage comme soldat au régiment de marche de la Corrèze, avec lequel il participe aux combats dans la région de Belfort.
À la fin des combats, il réussit le concours d'entrée à l'École spéciale militaire de Saint-Cyr ; il suit sa scolarité à l'école militaire de Cherchell, en Algérie.

### Indochine et Afrique du Nord
Sa première affectation comme officier le conduit avec la 13e demi-brigade de Légion étrangère en Indochine, où il fait deux séjours.
Promu capitaine en janvier 1952, il est affecté au 4e régiment étranger d'infanterie au Maroc jusqu'en 1954.
Il effectue sa scolarité à l'École d'état-major puis sert de nouveau au Maroc, à l'état-major divisionnaire de Meknès, puis au commandement de la 26e division de Fès[réf. nécessaire].

### États-majors et commandements
En 1958, il part suivre un cours d'état-major au US Army Command and General Staff College, l’école d’état-major de l’Armée de terre américaine à Fort-Leavenworth.
À son retour en 1959, il est affecté à la « section des plans atomiques » de l’état-major du groupe d’armées du centre à Heidelberg en Allemagne.
Il y est promu chef de bataillon.
En 1964, il sort major de l'École de guerre et prend le commandement du groupe de compagnies du 51e régiment d'infanterie motorisée de Beauvais.
En avril 1966, promu lieutenant-colonel, il est affecté à la direction du personnel militaire de l'Armée de terre (DPMAT).
Colonel en 1969, il prend le commandement du 35e régiment d'infanterie mécanisée de Belfort. À l'issue de son commandement, il rejoint de nouveau la DPMAT, comme chef du bureau « infanterie ».
En 1974, il prend le commandement de la 1re brigade mécanisée à Saarburg, en Allemagne. Nommé général de brigade en 1975, il prend, l'année suivante, le commandement de l'École d'application de l'infanterie à Montpellier.
Général de division en 1978, il est nommé, le 15 septembre 1979, adjoint du gouverneur militaire de Paris, commandant du 3e corps d'armée et de la 1re région militaire.
En octobre 1980, il prend la tête de la direction du personnel militaire de l'Armée de terre.
Général de corps d'armée en 1981, il est promu général d'armée en mars 1983.
Il est nommé chef d'état-major de l'Armée de terre (CEMAT) la même année par décision du ministre de la Défense Charles Hernu. Il crée alors la FAR, la « force d'action rapide », qui a pour mission d'intervenir dans des délais très courts en Europe et outre-mer.

### Directeur des services de renseignement extérieur
En 1985, il est nommé à la tête de la DGSE par le président François Mitterrand, à la suite de l'affaire du Rainbow Warrior, succédant à l’amiral Lacoste. Il réorganise ce service, le modernisant et recréant le 11e régiment parachutiste de choc qui avait été dissous en 1963. Il est connu notamment pour son allocution télévisée du 27 septembre 1985 où, martial, il affirme vouloir « verrouiller » le service et « couper les branches pourries » après avoir découvert « une véritable opération maligne de déstabilisation de nos services ». Entretenant des relations tendues avec Jacques Chirac, il est remercié en 1987 pour avoir refusé de reprendre à la DGSE Jean-Charles Marchiani et pour avoir refusé d'envoyer le 11e régiment parachutiste de choc en Nouvelle-Calédonie. Il est remplacé par le général François Mermet.
Il est admis en 2e section des officiers généraux en 1988.

### Vie privée

#### Croyances et vie spirituelle
Franc-maçon, il fonde en 2003 avec François Thual et le général Jeannou Lacaze, la Grande Loge des cultures et de la spiritualité (GLCS)

#### Famille
Son fils aîné, Thierry Imbot, lui-même membre des services secrets, meurt d’une chute du quatrième étage de son appartement parisien le 10 octobre 2000. Il suivait à Taïwan les dossiers économiques français. Il aurait pris rendez-vous avec un journaliste pour faire des révélations dans l’affaire des frégates de Taïwan. Les investigations ont conclu à une mort accidentelle alors que Thierry Imbot fermait ses volets un soir de grand vent,. Son père est resté convaincu que cette mort était un assassinat.
Avant sa mort, il aurait été un consultant du président congolais Denis Sassou-Nguesso.

## Distinctions
- Grand-croix de la Légion d'honneur
- Croix de guerre des Théâtres d'opérations extérieurs avec huit citations.
- Croix d'officier de l'ordre du Mérite de la République fédérale d'Allemagne
- Grand-Croix rouge de l'Ordre du mérite militaire d'Espagne
- Titulaire de la croix du Mérite de la Sécurité nationale de Corée du Sud.
- Commandeur de la Legion of Merit américaine.
- Officier de l'ordre du Ouissam alaouite
- Officier de l'Ordre du Mono (Togo)